# Deinopis amica
Deinopis amica är en spindelart som beskrevs av Rita Delia Schiapelli och Gerschman 1957. Deinopis amica ingår i släktet Deinopis och familjen Deinopidae. Inga underarter finns listade i Catalogue of Life.